# Bottin mondain
Pour les articles homonymes, voir Bottin.
Ne doit pas être confondu avec le Carnet Mondain, son équivalent belge.
Le Bottin mondain est un annuaire des familles appartenant à la société mondaine française. Il compte environ 44 000 notices sur 2 100 pages. Les familles répertoriées résident pour la plupart en France.

## Histoire
Le Bottin mondain fut créé en 1903 par la société Didot-Bottin, successeurs de Sébastien Bottin, sous le titre Annuaire du commerce, liste mondaine, s'inspirant du titre et surtout de la présentation de Paris Mondain, annuaire du grand monde parisien, 500 pages, qui avait été créé en 1890 par Jeantet à partir des Matricules Mondaines de 1886 et 1888 et qui disparaîtra avec la Première Guerre mondiale, complété par l'Annuaire des châteaux fondé en 1897 par Armand Lafare et publié jusqu'en 1937, puis racheté par le Bottin mondain. La plus ancienne de ces listes d'adresses mondaines parisiennes imprimées semble avoir été La Société et la High Life, adresses à Paris, publiée en 1881 par E. Ehret à Nancy et imprimée par Berger-Levrault.
Il présentait à l'origine douze mille personnes, uniquement domiciliées à Paris et dans quelques communes proches ou d'anciennes résidences royales dont il donne les plans : Levallois, Neuilly-sur-Seine, Saint-Germain-en-Laye et sa forêt, Versailles, le parc de Saint-Cloud et ses environs, Fontainebleau et sa forêt, Vincennes et son bois.
Jusque dans les années 1950, il réunissait un mélange hétérogène de personnalités des mondes politique Aristide Briand, Paul Deschanel, René Coty, Robert Schuman  etc., des lettres, de l'industrie Breguet, Michelin, André Citroën, Marcel Boussac, des affaires ou de la banque, des professions artistiques Paul Valéry, Robert de Montesquiou, Jean Giono, Louise de Vilmorin, Edgar Degas, Cornelius Van Dongen, Vincent d’Indy, Louis de Funès, militaires, par exemple les maréchaux Foch, Lyautey, de Lattre de Tassigny, Leclerc de Hauteclocque, les universitaires Marcel Mauss, Jean Brunhes ou Marcel Poëte ou libérales (avocats, médecins, architectes…), des personnes issues de la noblesse.
Il comportait alors :

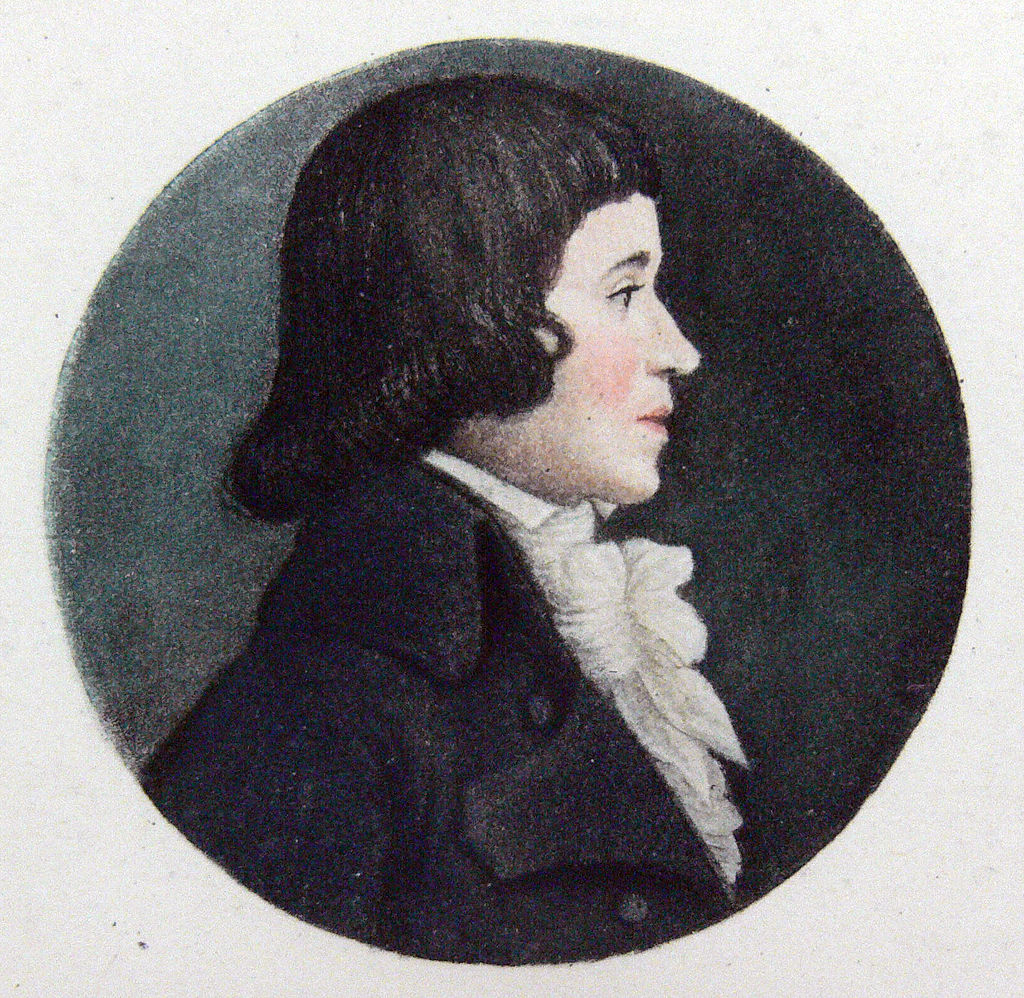
Sébastien Bottin, fondateur du Bottin

- une liste des institutions de loisirs mondains (clubs, théâtres, opéras…), avec un plan et les numéros des places pour réserver ;
- la liste indiquant le nom, la profession, les titres, les distinctions, le jour de réception de Madame, les maisons et châteaux, la possession éventuelle d'un téléphone, d'une automobile, de chevaux de course ou d'un yacht. Les députés et les ministres d'État étaient inscrits d'office ;
- dans les premières éditions, on trouve une liste des pseudonymes avec le nom des personnes qui les portent, suivie d'une liste des patronymes des personnes connues sous un pseudonyme ;
- dans les premières éditions, on trouve une liste de tous les prix de Rome vivants, classés par section ;
- une liste de publicités pour des fournisseurs recommandés ;
- une liste des stations thermales et balnéaires avec les meilleurs hôtels ;
- un récapitulatif de la liste mondaine classée par rues à Paris.

### Aujourd'hui
Le Bottin mondain a été acheté en 2001 par la société d'Antoine Hébrard, HM Édition, qui possède depuis 1984 le Who's Who in France. Depuis 2004, les couvertures du Bottin Mondain sont réalisées par des artistes, couturiers, designers... : Hyppolyte Romain (2004), Konstantin Kakanias pour Christian Louboutin (2005), Lorenz Baümer (2006), Alber Elbaz (2007), India Mahdavi (2008), Inès de La Fressange (2009), Hervé Van Der Straeten (2010), Isabelle Cadd pour Stéphane Bern (2011), Louis Benech (2012), Louis Cane pour Yannick Alléno (2013), Renaud Capuçon (2014), Frédéric Malle (2015), Pierre Hermé (2016), Patrick Frey (2017), Bonpoint (2018), Hippolyte Romain (2019), Sacha Floch Poliakoff pour Casa Lopez (2020), Marie Victoire de Bascher (2021), Nicole Lambert (2022), Vincent Darré (2023), Jean-Charles de Castelbajac (2024).
Sur le site Internet est disponible une lettre hebdomadaire avec des petites annonces et des conseils de bienséance et de savoir-vivre.

## Inscription
L’inscription se fait par une lettre de demande, les postulants reçoivent alors un formulaire d'inscription et un questionnaire à remplir accompagné de la mention de parentés et relations déjà présentes dans l'annuaire. La direction se réserve le droit de demander deux parrainages en cas de doutes. L'âge minimum est de 25 ans pour les célibataires, sauf si la personne est chef de famille.
Contrairement à une idée répandue l’inscription y est gratuite mais, depuis quelques décennies, les inscrits doivent aussi acquérir des exemplaires de l'annuaire. « Il est fortement conseillé de souscrire au moins tous les cinq ans. À défaut, et au bout de dix années sans souscription, il est effectué un dernier rappel avant suppression de la base de données », précise le site du Bottin Mondain.
La société du Bottin mondain a la possibilité de refuser toute inscription sans apporter de justification.

## Composition sociologique duBottin mondain
Il s'agit d'un annuaire de familles, pas d'un annuaire de personnalités individuelles, ni d'un annuaire du monde des affaires ou encore un annuaire professionnel comme le Who's Who in France (un certain nombre d'inscrits du Who's Who — 5-10 % en 2017 — se trouve aussi dans le Bottin mondain). Cela se voit d'emblée dans sa présentation : « les entrées ne sont pas classées par ordre alphabétique des personnalités, mais par ordre généalogique. Le chef de famille est présenté avec ses enfants, petits-enfants et arrière-petits-enfants. » Les fonctions professionnelles n'y sont pas mentionnées sauf pour certaines professions libérales (médecins, architectes, avocats, etc.) et certains grades et emplois à responsabilités (officiers, professeurs d'université, magistrats, préfets, PDG de grandes entreprises, etc.).
Cet annuaire n'est pas, comme on le pense parfois, réservé aux familles de la noblesse ; il comprend des personnes de talent, « à 60 % des décideurs » selon Antoine Hébrard. Les descendants de familles nobles représenteraient 40 % des inscrits selon l'éditeur. Cyril Grange a réalisé une analyse sociologique de la composition du Bottin mondain à partir des familles qui y sont répertoriées : sur un échantillon de 3 914 noms de famille recensés de 1903 à 1987 à la lettre « T », 868 sont de noblesse authentique, 655 sont de noblesse d'apparence, 2 391 sont des noms bourgeois,.
Les mentions mettent en avant les patronymes (« Le patronyme est un classificateur social ». Certains patronymes ne sont représentés que par une ou quelques entrées mais d'autres occupent plusieurs colonnes), le lieu d'habitation principale, les affiliations à différents clubs et sociétés, la possession de résidences secondaires, de propriétés, de châteaux, d'écuries, de yachts, la profession si elle est jugée suffisamment prestigieuse, les décorations, etc. (« Certains signes peuvent traduire une place élevée dans la hiérarchie des "rangs" »).
Les inscriptions de ces familles traduisent « un désir de légitimation sociale ». Une réussite professionnelle seule ne suffit pas si elle n'est pas accompagnée par la mention de parentés ou de connaissances dans l'annuaire. Ces familles peuvent partager des liens de cousinages, des liens amicaux, des réseaux de sociabilité communs, ce qui constitue un atout décisif dans l'inscription. Selon le site de l’éditeur, elles représentent la « bonne société » pour lesquelles les « valeurs » comptent.
Le Bottin mondain a réussi à conserver une image prestigieuse et parvient à attirer la société mondaine, avec une clientèle plus jeune, en particulier grâce au Petit mondain qui rassemble les numéros de téléphone portable et adresses courriels des enfants (de 13 à 30 ans).

## Notices
En 2017, le Bottin mondain comptait 44 000 notices sur 2 100 pages.
Les informations y sont maintenant partiellement contrôlées. Elle comprennent les prénoms, noms, titres de noblesse réguliers ou de courtoisie, les prénoms et noms des conjoints, l'adresse principale avec le téléphone (fixe et mobile), les adresses électroniques, le nom des enfants avec leur date de naissance jusqu'à l'âge de 25 ans, leurs conjoints pour les femmes mariées. De façon facultative, les distinctions, grades ou diplômes importants, les professions, l'appartenance à certains cercles, les résidences secondaires (quatre adresses au maximum).
Un certain nombre de pictogrammes permettent d'afficher la possession d'un château ou d'un domaine, d'un équipage de chasse à courre, d'une écurie de course, d'un yacht, d'un avion, etc.

## Pour approfondir